# آندریا تریپیکیو
آندریا تریپیکیو (انگلیسی: Andrea Tripicchio؛ زادهٔ ۱۰ ژانویهٔ ۱۹۹۶) بازیکن فوتبال اهل ایتالیا است.
از باشگاه‌هایی که در آن بازی کرده‌است می‌توان به باشگاه فوتبال رجینا و باشگاه فوتبال کروتونه اشاره کرد.